# Avillers-Sainte-Croix
 Avillers-Sainte-Croix  es una población y comuna francesa, en la región de Lorena, departamento de Mosa, en el distrito de Verdún y cantón de Fresnes-en-Woëvre. Está integrada en la Communauté de communes du Canton de Fresnes-en-Woëvre.

## Demografía
| 77 | 78 | 65 | 57 | 66 | 70 |
| Para los censos de 1962 a 1999 la población legal corresponde a la población sin duplicidades (Fuente: INSEE [Consultar]) |    |    |    |    |    |